# L'isola dell'ingiustizia - Alcatraz
L'isola dell'ingiustizia - Alcatraz (Murder in the First) è un film del 1995 diretto da Marc Rocco.
La pellicola narra in maniera romanzata fatti realmente accaduti riguardanti il famoso penitenziario statunitense di Alcatraz, nella baia di San Francisco, a cavallo del 1940. Nel processo ad un carcerato accusato di aver ucciso un altro detenuto, si denunciò pubblicamente la brutalità dei trattamenti impartiti in quel carcere, con conseguenze che segnarono la storia dei penitenziari statunitensi.

## Trama
Nel 1938 il giovane Henri Young viene incarcerato ad Alcatraz per aver rubato 5 dollari, rapinando un negozio che fungeva da ufficio postale. Nel carcere, diretto dal direttore James Humson e dal sadico condirettore Milton Glenn, a seguito di una tentata fuga, Young viene messo in isolamento nelle segrete sotterranee per tre anni, subendo varie torture. Uscito dal lunghissimo isolamento (per legge sarebbe potuto durare al massimo 19 giorni), uccide, di fronte a duecento testimoni, il detenuto Rufus McCain, che aveva fatto da spia sul suo tentativo di evasione.
Young finisce così sotto processo per omicidio e la sua sorte sembra già segnata, ma il giovane avvocato d'ufficio assegnatogli, il ventiquattrenne James Stamphill, imposta la sua difesa mettendo sotto accusa l'ideologia penale di Alcatraz e tutto il sistema carcerario americano, dando vita ad un caso di cronaca nazionale. L'accusa che egli muove all'ente è quella di rendere mentalmente insani i detenuti, avendo le prove che trentadue di essi, entrati sani, dopo pochi anni erano usciti da Alcatraz "con la camicia di forza".
Il processo ha un'eco mediatica senza precedenti. Stamphill passa molto tempo con Young, riuscendo a rompere un muro di incomunicabilità. La vittoria sembra raggiunta: l'accusa di omicidio di primo grado dovrebbe far spazio a quella di omicidio preterintenzionale, evitando all'imputato la pena capitale. Ma alla vigilia della sentenza Young decide di dichiararsi colpevole e quindi morire in una camera a gas perché non regge all'idea di passare altri dieci anni ad Alcatraz, memore delle torture subite. Stamphill riesce faticosamente a convincerlo a deporre permettendo di mostrare alla giuria la sua prostrazione psichica conseguente allo stato di detenzione. Young è così condannato a soli tre anni per omicidio preterintenzionale e la giuria aggiunge alla sentenza una richiesta perché siano indagati i responsabili del penitenziario sui crimini contro l'umanità che il processo ha messo in luce.
Mentre Young viene portato via, Stamphill gli promette che avrebbe fatto ricorso in appello per ottenere il trasferimento da Alcatraz a un altro penitenziario; gli promette inoltre che gli sarebbe stato amico per sempre e che gli avrebbe fatto visita ogni volta che avrebbe potuto. Ma quella è l'ultima volta che i due si vedono: qualche tempo dopo Young viene trovato morto nella sua cella dove, sul pavimento, si legge la parola "vittoria" incisa con una pietra.
Dopo il caso Young, la Corte suprema vieta la pratica delle celle di isolamento in tutti gli Stati Uniti.

## Differenze con i fatti reali
Il film si basa su fatti realmente accaduti agli inizi degli anni quaranta al detenuto Henri Young. Nella realtà però Alcatraz, come sostenuto dalla storica Joelene Babyak, era solitamente l'ultimo di una lunga serie di carceri, e Young non faceva eccezione: aveva alle spalle una lunga sequela di crimini, anche violenti.
Anche altre circostanze non secondarie sono ampiamente romanzate. Nel film Henri Young si vendica di Rufus McCain pugnalandolo con il manico di un cucchiaio nella mensa. In realtà, Young uccise McCain infliggendogli dei colpi con un coltello mentre erano nella sartoria del carcere. Inoltre anche le modalità dell'isolamento risulterebbero diverse né gli fu mai reciso il tendine d'Achille dal sadico condirettore che sarebbe una figura di pura fantasia. Nel film, poi, dopo che Young ottiene la definitiva vittoria in tribunale, viene di nuovo condotto in isolamento, e perisce nelle segrete. Si sa invece con certezza che Henri Young restò ad Alcatraz fino al 1948 quindi scontò le condanne precedenti in altri penitenziari fino al 1972, quando uscì dal carcere sulla parola; dopodiché di lui non si seppe più niente.

## Slogan pubblicitari
- Uno spezzò il proprio silenzio. L'altro spezzò il sistema. (tagline)
- Sono stato un'arma, ma non sono un assassino. (Henri Young)